# Ptilinopus alligator
Ptilinopus alligator là một loài chim trong họ Columbidae.